# Fona
Fona („počátek“) byl rod menšího ptakopánvého dinosaura z čeledi Thescelosauridae, žijícího v období počínající pozdní křídy (věk cenoman, před 99 miliony let) na území Severní Ameriky. Podobně jako jeho blízký vývojový příbuzný, rod Oryctodromeus, patrně dokázal hrabat v zemi a trávil značnou část svého času ve vyhloubených podzemních doupatech.

## Objev a popis
Fosilie tohoto dinosaura byly objeveny v sedimentech geologického souvrství Cedar Mountain, konkrétně ve vrstvách členu (spodní) Mussentuchit. Lokalita objevu se nachází v okresu Emery na území amerického státu Utah. Fosilie pocházejí z období počínající pozdní křídy, ze začátku geologického věku cenoman (stáří asi 99,4 až 99,2 milionu let). Typový exemplář nese označení NCSM 33548 a bylo o něm pojednáno předběžně již na několika paleontologických konferencích mezi lety 2015 a 2023. Dále bylo objeveno několik fragmentárních fosilií dalších jedinců, včetně mláďat. Formálně byl tento taxon popsán v červenci roku 2024. Jméno Fona znamená "počátek" a je odvozeno z jazyka domorodého mikronéského lidu zvaného Čamorové. Druhové jméno herzogae je poctou Lise Herzogové, objevitelce lokality "Mini Troll", na které byly fosilie dinosaura nalezeny.
Fona byl relativně malý býložravý dinosaurus. Pokud byl stejně velký jako Oryctodromeus, pak se jeho délka v dospělosti pohybovala kolem 2,1 metru a jeho hmotnost dosahovala zhruba 20 kg.

## Paleoekologie
Fona je rod významný tím, že stejně jako u rodu Oryctodromeus vykazuje schopnost hrabat nory, jakožto unikátní ekologickou adaptaci. Stejnou schopnost měli také jeho nejbližší vývojoví příbuzní, tedy severoamerické rody Oryctodromeus a Thescelosaurus a možná také čínské taxony Jeholosaurus a Changchunsaurus.

### Česká literatura
- SOCHA, Vladimír (2021). Dinosauři – rekordy a zajímavosti. Nakladatelství Kazda, Brno. ISBN 978-80-7670-033-8 (str. 113)